# Jindřich František Boblig z Edelstadtu
Jindřich František Boblig z Edelstadtu, německy: Heinrich Franz Boblig von Edelstadt, (kolem 1611–1612 Zlaté Hory – Cukmantl, také Edelstadt – 27. ledna 1698 Olomouc) byl rakouský právník, který vedl čarodějnické procesy na Šumpersku, zvláště ve Velkých Losinách. Má na svědomí přes 100 upálených, včetně Kryštofa Lautnera, děkana šumperského. Většinu majetku upálených (teoreticky měl připadnout státu) si rozdělil s losinským panstvem.

## Životopis

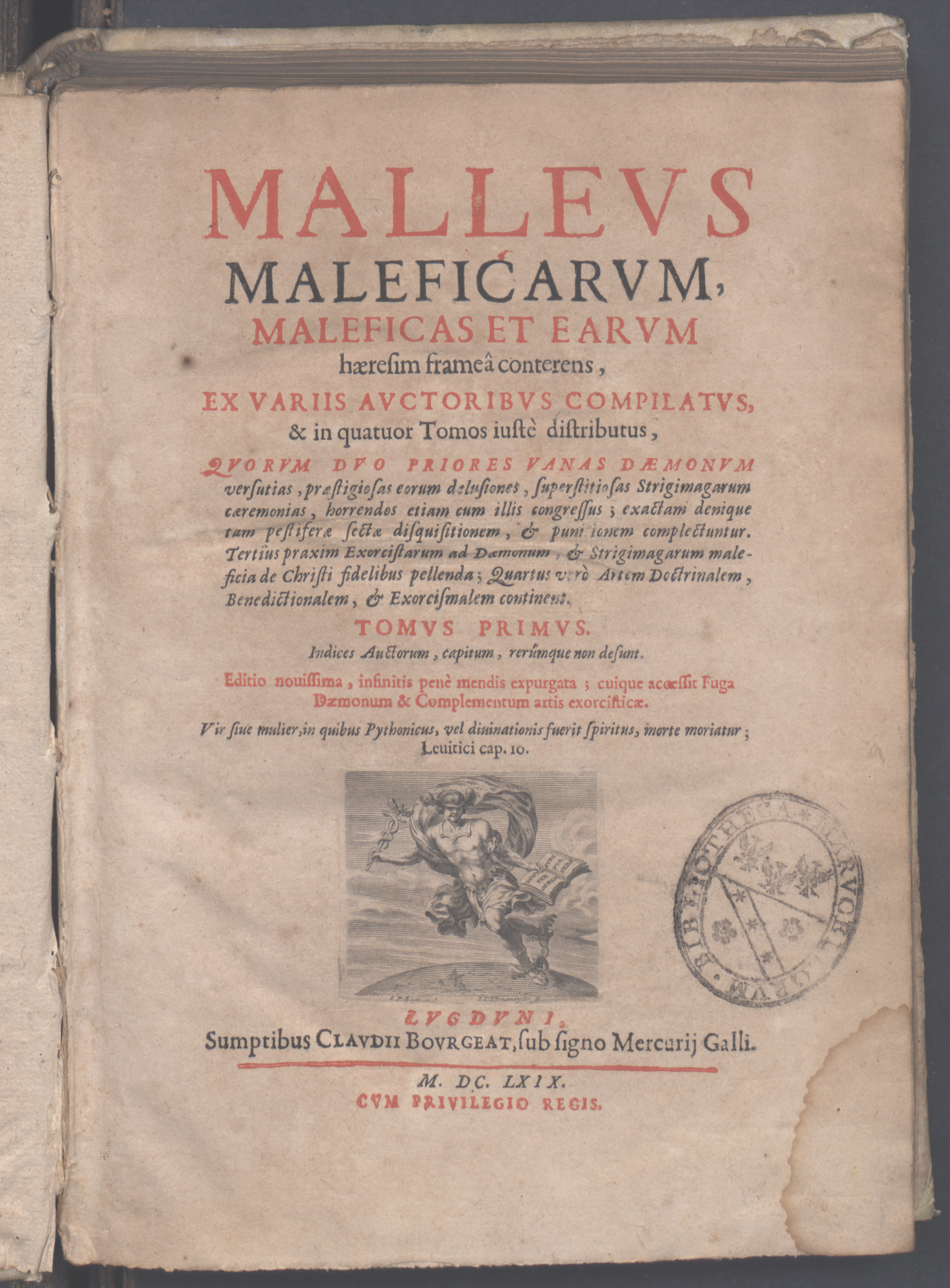
Titulní strana Kladiva na čarodějnice ve vydání z roku 1669. Je rozšířeným omylem, že Boblig znal prakticky jen tuto knihu a stále se na ni odvolával. Ve skutečnosti tomu tak nebylo. Dílo nepatřilo k hlavním „autoritám“ v jeho inkvizitorské praxi.

Narodil se v měšťanské rodině, zmiňované již od roku 1530. Jeho otec Jiří byl v roce 1591 povýšen do šlechtického stavu s predikátem z Edelstadtu. V mládí studoval práva, pravděpodobně ve Vídni, nedosáhl však doktorátu, byl pouze kandidátem kanonického a světského práva. V tehdejších poměrech to stačilo pro funkci soudce či advokáta.
Čím se zabýval až do svého příchodu na panství Losiny roku 1678, není zcela přesně známo. Vychloubal se však losinské vrchnosti, že má více než čtyřicetileté zkušenosti ve svém rodném Slezsku. (Tehdy mu bylo cca 66 let – procesy trvaly až do r. 1692 – tedy 14 let a Bobligovi bylo 81 let). Z těchto údajů vyplývá, že se kolem roku 1638 (bylo mu tedy 27 let) zapojil do procesů v Niském knížectví, které tuto zemi sužovaly v letech 1622–1654. V celém knížectví bylo upáleno přes 200 osob, v samotné Nise byla upáleno 42 žen, ve Zlatých Horách 85 osob, v Jeseníku 102, v Hlucholazích 22, v Opavě 2 osoby (1653). Touha po snadném zbohatnutí z majetků odsouzených obětí procesů byla pravděpodobnou příčinou ukončení studia práv a kariéře přísedícího inkvizičního tribunálu. Čarodějnické procesy v Niském knížectví svou krutostí a počtem obětí mnohonásobně předčily procesy losinské a šumperské. Nic bližšího však o nich není známo, neboť spisy o těchto procesech se, na rozdíl od procesů losinských a šumperských, až na malé výjimky nedochovaly. Spisy se údajně upalovaly společně s čarodějnicí, ale mohlo tomu být i jinak.
Bobligova kariéra ve Slezsku vrcholila v letech 1651 až 1652, kdy byl v úzkém spojení s vedoucím činitelem těchto procesů, s krutým a hrabivým zemským hejtmanem Janem Jiřím Maxmiliánem z Hodic, ve kterém viděl svůj vzor. Poté působil v Olomouci jako advokát, kde zastupoval zájmy synů zemřelého Maxmiliána z Hodic, z čehož se dá usuzovat na velmi dobré styky s touto rodinou. Boblig však ve sporu neuspěl a tím také jeho styky s hrabaty z Hodic skončily. Osm let jeho života není zdokumentováno. Zmínky jsou až v souvislosti s procesy v Losinách (56 obětí) a v Šumperku (48 obětí).
Hraběnka z Galle mu přidělila byt a denní stravu pro něj a pro sluhu, vyplácela mu denní honorář 1 a půl tolaru, později 3 tolary a také tzv. čekací a stravné při komisionálních cestách. Za to mohl zřídit inkviziční soud pro žerotínské panství, podléhající jurisdikci pražského apelačního soudu, kde měl dobrého známého a spojence, zřejmě už z doby slezských procesů – sekretáře a později radu Jana Jakuba Weingartena, horlivého zastánce čarodějnické inkvizice. Weingarten byl autorem řady právních příruček, v nichž doporučoval inkviziční soudní řízení nad osobami obviněnými z čarodějnictví a losinské procesy dokonce uváděl jako příklad.
Dalším Bobligovým „ochráncem“ byl Izidor Schmidt, biskupský sekretář v Olomouci, bratr sobotínského faráře Eusebia Leandra Schmidta, který stál na úplném počátku procesů.
Dosud ve všech pramenech byla opomíjena funkce čarodějnických modliteb. Jde o texty, které byly přikládány k soudním spisům jako konkrétní důkaz podílu na čarodějnictví. Údajně se mělo jednat o texty, které domnělá čarodějnice obdržela a modlila se ke svému pekelnému pánovi při cestě na čarodějnický sabat, popřípadě v okamžicích, kdy škodila lidem.
Tyto texty byly ve skutečnosti vytvořeny samotnými vyšetřovateli a byly vkládány do úst obviněných při výslechu samotným inkvizitorem. Většinou se tak stávalo za přímého použití násilí nebo alespoň jeho pohrůžky. Modlitby pocházející ze Zemského archivu v Opavě ve fondu Místopisný materiál (je jich 13) pravděpodobně vznikaly pod vlivem Bobliga, nebo byl přímo jejich autorem. Jsou psány německy, ale objevují se části psané latinou. V německém jazyce se prolínají vlivy středobavorské s vlivy slezského nářečí. V modlitbách se vyskytuje množství oplzlých slov a vulgarismů. Velmi často je zmiňováno ženské i mužské přirození s návrhy a popisem soulože všeho druhu.
Příklad jedné čarodějnické modlitby: 
```
                                     "Dvě kozy a jeden kozel, 
                                     všichni mají vzadu prdel. 
                                     chceš-li se mnou dneska spát, 
                                     kozí bobky musíš žrát."
[
6
]
```

Boblig byl zřejmě psychicky narušenou osobností. Sexualita sehrávala v jeho konání jednu z důležitějších rolí. Nejen v údajných modlitbách čarodějnic, ale i v zápisech z výslechů je kladen nápadný důraz na vulgární vyjádření sexuality. Nadměrné používání tortury ve spojení s popsaným ukazuje na sadistickou osobnost. Boblig byl nejen zhýralý, bezohledný a krutý, ale také lakotný a hrabivý. Je velmi pravděpodobné, že hlavním důvodem jeho inkviziční činnosti bylo vlastní obohacení z majetku, zkonfiskovaného odsouzencům, a touto pohnutkou se ani sám netajil. Nicméně nedávné historické výzkumy ukazují, že toto obecně zažité klišé nemusí odpovídat skutečnosti o tom, jaký Boblig skutečně byl a jaké byly jeho skutečné motivy (viz v seznamu literatury Neubauerová-Polách, Zpráva o nevíře, str. 35).

## Film
Ve filmu režiséra Otakara Vávry Kladivo na čarodějnice, který popisuje čarodějnické procesy na Šumpersku, postavu Jindřicha Bobliga z Edelstadtu ztvárnil herec Vladimír Šmeral.